# Marcel Delort
Pour les articles homonymes, voir Delort.
Le capitaine de corvette Marcel Delort, né le 30 juillet 1907 à Paris 12e arrondissement et mort pour la France le 8 mai 1942 en mer au large de Madagascar, était un officier de marine français.